# Relations entre la France et la Tchéquie
 (août 2018).
Si vous disposez d'ouvrages ou d'articles de référence ou si vous connaissez des sites web de qualité traitant du thème abordé ici, merci de compléter l'article en donnant les références utiles à sa vérifiabilité et en les liant à la section « Notes et références ».
Les relations entre la France et la Tchéquie sont des relations internationales s'exerçant au sein de l'Union européenne entre deux États membres de l'Union, la République française et la République tchèque. Elles sont structurées par deux ambassades, l'ambassade de France en Tchéquie et l'ambassade de Tchéquie en France.
Lors de la guerre de Trente Ans, la France et la Bohême combattent ensemble les armées impériales. 
La France a été le premier pays à reconnaître la Tchécoslovaquie le 28 octobre 1918. En 1925, les deux pays concluent une alliance militaire. Entre 1933 et 1934, la France et la Tchécoslovaquie cherchent à fixer les frontières orientales de l'Allemagne dans le cadre du pacte oriental. Les négociations se soldent par un échec. En 1938, lors de la Conférence de Munich, la France accepte la tenue d'un référendum dans la province germanophone des Sudètes. Elle assiste ensuite impuissante au démembrement de son allié tchécoslovaque. 
Au cours de la guerre froide, la France et la Tchécoslovaquie appartiennent à des blocs opposés. 
Les deux pays sont membres de l'Organisation du traité de l'Atlantique nord (OTAN) et la Tchéquie est un État observateur de l'Organisation internationale de la francophonie (OIF) depuis 1999.